# Bill Macy
Wolf Martin Garber (18 de maio de 1922 - 17 de outubro de 2019), conhecido profissionalmente como Bill Macy, foi um ator norte-americano de televisão, cinema e teatro conhecido por seu papel na série de televisão Maude (1972-1978) da CBS.

## Infância e juventude
Bill Macy nasceu Wolf Martin Garber em 18 de maio de 1922, em Revere, Massachusetts, filho de Mollie (1889-1986) e Michael Garber (1884-1974), um operário. Ele foi criado na religião judaica em East Flatbush no Brooklyn, Nova Iorque. Depois de se formar na Samuel J. Tilden High School, serviu no exército dos Estados Unidos de 1942 a 1946 no 594th Engineer Boat and Shore Regiment (594º batalhão naval de engenharia e costa), lotado nas Filipinas, no Japão e na Nova Guiné. Trabalhou como motorista de táxi por uma década antes de ser escalado como substituto de Walter Matthau em once more, with feeling na broadway em 1958. Ele interpretou um motorista de táxi na novela the edge of night em 1966. Macy foi membro do elenco original da peça Off-Broadway Oh! Calcutta! de 1969-1972, atuando no espetáculo de 1969 a 1971. Mais tarde, ele apareceu na versão cinematográfica do musical em 1972. Sobre o fato de aparecer totalmente nu com o resto do elenco no espetáculo, ele disse: "A nudez não me incomodou. Eu sou do Brooklyn". Macy também se apresentou no álbum the stoned guest (1970), do P.D.Q. Bach.

## Televisão
"Ele era único e um excelente ator cômico. Só havia um Bill Macy."

— Norman Lear
Percebendo as habilidades cômicas de Macy na broadway, Norman Lear o levou para Hollywood, onde conseguiu um pequeno papel como policial em all in the family. Ele foi escalado para o papel de Walter Findlay, o marido sofredor da personagem principal da sitcom Maude, da década de 1970, estrelada por Bea Arthur. A série durou seis temporadas, de 1972 a 1978. Pessoas desconhecidas na rua frequentemente o chamavam de "Sr. Maude", consolando-o por ter uma esposa tão difícil. "Eu costumava dizer a eles que pessoas assim realmente existiam", explicou Macy. Em 1975, Macy e Samantha Harper Macy apareceram no game show tattletales. Em 1986, Macy participou como convidado do quarto episódio de L.A. Law, interpretando um homem mais velho cuja jovem esposa desejava seguir uma carreira musical. Também naquele ano, ele participou como convidado em um episódio de highway to heaven, chamado Cindy. Macy participou do filme Perry Mason: the case of the murdered madam (1987) como o banqueiro Richard Wilson. Ele aparecia ocasionalmente na sitcom Seinfeld como um dos residentes da comunidade de aposentados da Flórida onde os pais de Jerry Seinfeld moravam. Macy fez uma participação especial como paciente em na série Chicago Hope e como um idoso apostador na série Las Vegas. O último papel de Macy na televisão ocorreu em um episódio de 2010 da série Hawthorne, de Jada Pinkett Smith.

## Filme
Macy atuou como presidente do júri em The Producers, em 1967, com a memorável frase "We find the defendants incredibly guilty" (nós consideramos os réus incrivelmente culpados). Outros papéis memoráveis incluem o de co-inventor do "Opti-Grab" na comédia de Steve Martin de 1979, The Jerk, e o de redator-chefe de televisão em My Favourite Year (1982). Outros trabalhos no cinema incluem papéis em Death at Love House (1976), The Late Show (1977), Serial (1980), Movers & Shakers (1985), Bad Medicine (1985), Tales from the Darkside (1985 - episódio "Lifebomb"), Sibling Rivalry (1990), The Doctor (1991), Me Myself & I (1992), Analyze This (1999), Surviving Christmas (2004), The Holiday (2006) e Mr. Woodcock (2007).

## Vida pessoal
Macy conheceu sua futura esposa, Samantha Harper, no set de filmagem de Oh! Calcutta! em 1969. Eles se casaram em 1975. Macy faleceu em 17 de outubro de 2019, aos 97 anos de idade; não foi informada a causa.

## Filmografia
| Ano  | Título              | Papel                  |
| ---- | ------------------- | ---------------------- |
| 1967 | The Producers       | Jury Foreman           |
| 1972 | Oh! Calcutta!       | Monte / Mute Physician |
| 1977 | The Late Show       | Charlie Hatter         |
| 1979 | The Jerk            | Stan Fox               |
| 1980 | Serial              | Sam                    |
| 1982 | My Favorite Year    | Sy Benson              |
| 1985 | Movers & Shakers    | Sid Spokane            |
| 1985 | Bad Medicine        | Dr. Gerald Marx        |
| 1990 | Sibling Rivalry     | Pat                    |
| 1991 | The Doctor          | Al Cade                |
| 1992 | Me Myself & I       | Sydney                 |
| 1999 | Analyze This        | Dr. Isaac Sobel        |
| 2004 | Surviving Christmas | Doo-Dah                |
| 2006 | The Holiday         | Ernie                  |
| 2007 | Mr. Woodcock        | Mr. Woodcock's Dad     |